# Väsby strandmark
Väsby strandmark är ett naturreservat strax norr om orten Viken i Höganäs kommun i Skåne län.
Området är naturskyddat sedan 1961 och är 10 hektar stort. Det består av en kusthed som tidigare ingick i Kulla fälad. Innanför sandstranden återfinns heden med inslag av ljung.